# Hévilliers
Hévilliers és un municipi francès situat al departament del Mosa i a la regió del Gran Est. L'any 2007 tenia 136 habitants.

## Demografia

### Població
El 2007 la població de fet de Hévilliers era de 136 persones. Hi havia 60 famílies, de les quals 16 eren unipersonals (4 homes vivint sols i 12 dones vivint soles), 24 parelles sense fills i 20 parelles amb fills.
La població ha evolucionat segons el següent gràfic:
Habitants censats

### Habitatges
El 2007 hi havia 66 habitatges, 59 eren l'habitatge principal de la família i 7 estaven desocupats. 61 eren cases i 5 eren apartaments. Dels 59 habitatges principals, 46 estaven ocupats pels seus propietaris i 13 estaven llogats i ocupats pels llogaters; 4 tenien dues cambres, 1 en tenia tres, 10 en tenien quatre i 44 en tenien cinc o més. 56 habitatges disposaven pel capbaix d'una plaça de pàrquing. A 23 habitatges hi havia un automòbil i a 31 n'hi havia dos o més.

### Piràmide de població
La piràmide de població per edats i sexe el 2009 era:
| Homes | Edats   | Dones |
| ----- | ------- | ----- |
| 0     | 95 o +  | 0     |
| 0     | 90 a 94 | 0     |
| 0     | 85 a 89 | 4     |
| 0     | 80 a 84 | 0     |
| 8     | 75 a 79 | 4     |
| 0     | 70 a 74 | 0     |
| 4     | 65 a 69 | 8     |
| 4     | 60 a 64 | 4     |
| 0     | 55 a 59 | 4     |
| 4     | 50 a 54 | 0     |
| 0     | 45 a 49 | 8     |
| 4     | 40 a 44 | 4     |
| 20    | 35 a 39 | 12    |
| 4     | 30 a 34 | 8     |
| 0     | 25 a 29 | 0     |
| 0     | 20 a 24 | 0     |
| 0     | 15 a 19 | 0     |
| 16    | 10 a 14 | 4     |
| 12    | 5 a 9   | 4     |
| 4     | 0 a 4   | 0     |

## Economia
El 2007 la població en edat de treballar era de 101 persones, 79 eren actives i 22 eren inactives. De les 79 persones actives 71 estaven ocupades (46 homes i 25 dones) i 8 estaven aturades (4 homes i 4 dones). De les 22 persones inactives 7 estaven jubilades, 5 estaven estudiant i 10 estaven classificades com a «altres inactius».

### Ingressos
El 2009 a Hévilliers hi havia 60 unitats fiscals que integraven 135 persones, la mediana anual d'ingressos fiscals per persona era de 19.626 €.

### Activitats econòmiques
Dels 4 establiments que hi havia el 2007, 1 era d'una empresa extractiva, 1 d'una empresa de construcció i 2 d'empreses d'hostatgeria i restauració.
Dels 2 establiments de servei als particulars que hi havia el 2009, 1 era una fusteria i 1 restaurant.
L'any 2000 a Hévilliers hi havia 6 explotacions agrícoles.

## Poblacions més properes
El següent diagrama mostra les poblacions més properes.